# Bam (Burkina Faso)
Bam ist eine Provinz in der Region Centre-Nord im westafrikanischen Staat Burkina Faso mit 334.582 Einwohnern auf 4084 km².
Die Provinz besteht aus den Departements Bourzanga, Rollo, Zimtenga, Kongoussi, Tikaré, Rouko, Nasséré, Sabcé und Guibaré. Hauptstadt ist Kongoussi. Von wirtschaftlicher Bedeutung für Land- und Fischwirtschaft ist der Bamsee.
| Departments          | Hauptstadt | Bevölkerung (Census 2006) |
| -------------------- | ---------- | ------------------------- |
| Bourzanga Department | Bourzanga  | 48.545                    |
| Guibare Department   | Guibare    | 23.830                    |
| Kongoussi Department | Kongoussi  | 68.807                    |
| Nassere Department   | Nassere    | 10.507                    |
| Rollo Department     | Rollo      | 26.722                    |
| Rouko Department     | Rouko      | 13.651                    |
| Sabce Department     | Sabce      | 23.668                    |
| Tikare Department    | Tikare     | 37.702                    |
| Zimtenga Department  | Zimtenga   | 23.660                    |